# All for One
「All for One」（オール フォー ワン）は日本の女性アイドルグループ・paletの楽曲。作詞は伊秩弘将、作曲は阿久津健太郎が担当した。2015年9月23日にpaletの6枚目のシングルとして日本コロムビアから発売された。

## 背景とリリース
前作「Time to Change」から約3か月ぶりで、2015年2枚目のシングル。Type-AとType-Bの計2形態でのリリース。ライブ・ビデオ『palet 3rd Anniversary Live 〜Time to Change〜』と同時発売。
ジャケットは、それぞれの担当カラーで咲く立体的な花のモチーフをあしらったカラフルな衣装のType-A、メンバーのピュアな表情が印象的なType-Bの2タイプとなる。なお、Type-Bは井草里桜菜がスタイリングした衣装をメンバーが着用している。
本作は、サンミニの渡邊真由がpaletとの兼任後初の参加シングルで、2015年12月28日に卒業した武田紗季と中野佑美がグループ在籍中最後に収録したシングルとなった。
なお、今作品をもって日本コロムビアとの契約が満了し、次作品の「Over The Rainbow」からはインディーズ時代のレーベルであるBrand-New Musicからの発売となる。

## メディアでの使用
All for One
- テレビ朝日系『musicるTV』2015年9月度エンディングテーマ

恋するウィンク
- OVA『エリートジャック!!』第4 - 6話エンディングテーマ

## シングル収録トラック
全Type共通。DVDはType-Aのみ付属。
| #         | タイトル                          | 作詞      | 作曲         | 編曲         | 時間  |
| --------- | --------------------------------- | --------- | ------------ | ------------ | ----- |
| 1.        | 「All for One」                   | 伊秩弘将  | 阿久津健太郎 | 佐久間誠     | 4:23  |
| 2.        | 「恋するウィンク」                | 五十嵐桃  | Aiji         | spiral tunes | 4:03  |
| 3.        | 「All for One (Instrumental)」    |           | 阿久津健太郎 | 佐久間誠     | 4:22  |
| 4.        | 「恋するウィンク (Instrumental)」 |           | Aiji         | spiral tunes | 4:00  |
| 合計時間: | 合計時間:                         | 合計時間: | 合計時間:    | 合計時間:    | 16:50 |

| #  | タイトル                                | 作詞 | 作曲・編曲 |
| -- | --------------------------------------- | ---- | ---------- |
| 1. | 「All for One (Music Video)」           |      |            |
| 2. | 「All for One (Making of Music Video)」 |      |            |